# Maxstraße 27 (Bad Kissingen)

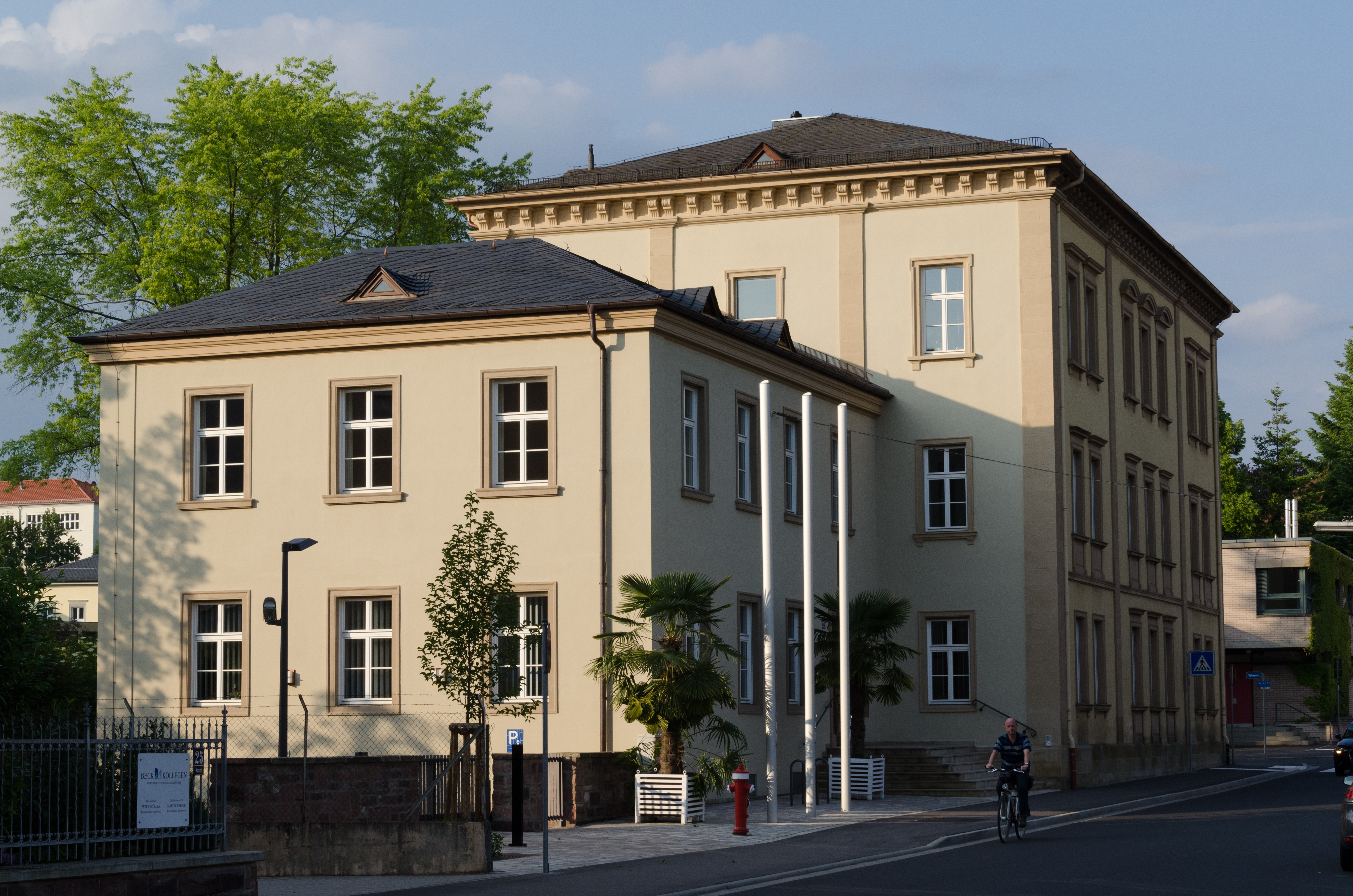
Maxstraße 27 in Bad Kissingen.

Das Anwesen Maxstraße 27 in Bad Kissingen, der Großen Kreisstadt des unterfränkischen Landkreises Bad Kissingen, gehört zu den Bad Kissinger Baudenkmälern und ist unter der Nummer D-6-72-114-317 in der Bayerischen Denkmalliste registriert.

## Geschichte
Nach der Trennung der Justiz von der Verwaltung im Jahr 1862 bot die Stadt Kissingen an der Ecke Max-/Salinenstraße für 3.000 Gulden ein Grundstück als Standort für ein neues Landgericht in Kissingen an. Im Jahr 1863 entstand das heutige Anwesen als ursprünglich zweigeschossiger Walmdachbau im Neorenaissance-Stil.
Im Jahr 1879 wurden die Landgerichte in Amtsgerichte umbenannt. Im später errichteten Amtsgerichtsgefängnis hinter dem Gerichtsgebäude wurde nach dem Zweiten Weltkrieg das Gesundheitsamt untergebracht.
Bei einem Umbau um das Jahr 1890 wurde das Gebäude ausgebaut und mit einem dritten Obergeschoss ergänzt. Im Jahr 1939 entstand ein Anbau in Westrichtung. Eine in der ursprünglichen Anlage vorhandene Bekrönung in der Mittelachse sowie das Gurtgesims des zweiten Obergeschosses wurden zwischenzeitlich entfernt.
Mit Wirkung zum 1. Juli 1973 wurden die Amtsgerichte Kissingen, Münnerstadt, Hammelburg und Brückenau zum Amtsgericht Kissingen zusammengelegt. Forderungen, das Amtsgericht für den im Rahmen der Gemeindegebietsreform von 1972 neu geschaffenen Landkreis Bad Kissingen nach Hammelburg zu verlegen, wurden nicht umgesetzt.